# Сорокер, Яков Львович
Яков Львович Сорокер (4 мая 1920, Бельцы, Бессарабия — 6 марта 1995, Иерусалим) — советский и израильский скрипач и музыковед.

## Биография
Родился в 1920 году в Бельцах в музыкальной семье скрипача-клезмера, у которого получил первые навыки игры на скрипке. Продолжил музыкальное образование у скрипача и педагога Бено Экерлинга в Бельцах, затем — в Париже (1929—1932) у Марселя Шайи. По возвращении в Бессарабию Я. Сорокер поступил в частную кишинёвскую консерваторию «Униря» в класс скрипки профессора М. Я. Пестера. В годы Великой Отечественной войны выступал на фронтах и в тылу в составе ансамбля молдавской музыки «Дойна» под руководством композитора Д. Г. Гершфельда, а после окончания войны продолжил образование в Московской государственной консерватории им. П. И. Чайковского по классу Д. Ф. Ойстраха.
Окончив консерваторию в 1948 году, Я. Сорокер вернулся в Молдавию, работал преподавателем в Кишинёвском музыкальном училище имени Штефана Няги и в музыкальной школе, заочно учился в аспирантуре Московской государственной консерватории у профессоров Д. Ф. Ойстраха и Л. С. Гинзбурга (1901—1980). Кандидатская диссертация Я. Л. Сорокера «Скрипичные сонаты Бетховена» (1955) была издана отдельной книгой в 1963 году.
В 1955—1962 годах Я. Л. Сорокер работал доцентом в Алма-Атинской консерватории и выступал как концертирующий скрипач, записав с Евсеем Заком для Кишинёвского радиокомитета все сонаты Бетховена. На Алма-Атинском радио вёл серию регулярных музыкально-образовательных передач. С 1962 года и до своего отъезда в Израиль в 1976 году Я. Л. Сорокер заведовал основанной им кафедрой теории, истории музыки и игры на музыкальных инструментах и руководил камерным оркестром музыкального факультета Дрогобычского государственного педагогического института имени Ивана Франко.
Переехав в Израиль, выступал в составе Иерусалимского симфонического оркестра радио и телевидения (1977—1987), концертировал с несколькими камерными ансамблями. С 1984 года был редактором музыкального отдела Краткой Еврейской Энциклопедии (автор большинства статей на музыкальные темы) и историко-литературного периодического издания «Каталог», с 1994 года был редактором и научным консультантом музыкального отдела Российской Еврейской Энциклопедии, издаваемой под эгидой Российской Академии естественных наук.
Я. Л. Сорокер — автор множества музыковедческих работ в области скрипичной музыки на нескольких языках (русском, украинском, немецком, английском и иврите), в том числе монографических книг «Скрипичное творчество С. Прокофьева» (1965), Йожеф Сигети (1968), «Камерно-инструментальные ансамбли С. Прокофьева» (1973), «Давид Ойстрах» (1981, переведена на английский язык), «Борис Гольдштейн» (на немецком язык — 1983, на русском языке — 1989), «Украинские музыкальные элементы в классической музыке» (первое всеобъемлющее исследование влияния украинской народной музыки на современный классический репертуар, на английском языке, 1995), двухтомного биобиблиографического лексикона «Российские музыканты-евреи» (1992).

## Книги
- Скрипичные сонаты Л. Бетховена: их стиль и исполнение. — М.: Музгиз, 1963.
- Скрипичное творчество С. Прокофьева. — М.: Музыка, 1965.
- Йожеф Сигети. — М.: Музыка, 1968.
- Камерно-инструментальные ансамбли С. Прокофьева. — М.: Советский композитор, 1973.
- Давид Ойстрах. — Иерусалим, 1981.
- David Oistrakh. — Нью-Йорк: Lexicon Publishing House, 1982.
- Борис Гольдштейн. — Иерусалим, 1989.
- Российские музыканты-евреи: био-библиографический лексикон. В двух томах. — Иерусалим, 1992.
- Ukrainian Musical Elements in Classical Music (украинские музыкальные элементы в классической музыке).- Эдмонтон—Торонто: Canadian Institute of Ukrainian Study Press, 1995 (Эдмонтон: University of Alberta, 1997)[4].